# Lady Hamilton (Film)
Lady Hamilton ist ein deutscher Historien- und Stummfilm aus dem Jahre 1921. Unter der Regie von Richard Oswald spielen Liane Haid und Conrad Veidt das historisch verbürgte Liebespaar Emma Hamilton und Horatio Nelson.

## Handlung
Oswalds Frauen- und Historienporträt schildert in sehr freier Bearbeitung die wechselvolle Lebens- und Liebesgeschichte der historisch verbürgten Emma Hamilton und Horatio Nelson, Admiral der britischen Flotte. Lady Hamilton wird als Emma Lyon, Tochter eines Holzknechtes und einer Kuhmagd, in sehr armen Verhältnissen geboren. Bald wird die Londoner Gesellschaft auf sie aufmerksam, der berühmte Maler George Romney verewigt ihre Schönheit mehrfach auf der Leinwand. Romney wird ein treuer Freund auf ihrem kurzen und doch sehr abenteuerlichen und von zahlreichen Höhen und Tiefen bestimmten Lebensweg.
Der gesellschaftliche Aufstieg gelingt Emma Lyon durch ihre Heirat mit William Hamilton, dem englischen Botschafter am Hof des Königreichs Neapel. Schnell freundet sich Lady Hamilton mit der Königin von Neapel an und gewinnt dadurch bald auch Einfluss. Als Emma Hamilton eines Tages den durch seinen Mut und seine Tollkühnheit berühmt gewordenen englischen Seelord Admiral Nelson kennenlernt, ist es um beide geschehen. Immer wieder kreuzen sich ihre Wege und immer wieder kommt es zu einem schmerzvollen Abschied, bis Nelson eines Tages erneut in eine Seeschlacht ziehen muss.
Aus dieser Schlacht kehrt er schwer verwundet und einäugig zurück. Emma ist entsetzt, doch ihrer Liebe können diese Blessuren nichts anhaben. Doch Emma muss erkennen, dass sie Nelson nie ganz für sich allein haben wird. Dann, man schreibt das Jahr 1805, muss er wieder auf die See zurück. Es wird sein letzter Einsatz sein, bei der Schlacht von Trafalgar wird Lord Nelson bei massivem feindlichem Beschuss schwer verwundet und stirbt auf dem Schiff, umsorgt von seinen Kameraden. Den triumphalen englischen Sieg erlebt er nicht mehr. Emma Hamilton bleibt allein zurück. Die Geliebte verarmt rasch und wird sehr krank, ihr eigenes Ende ist besiegelt, da sich niemand mehr für sie verantwortlich fühlt.

## Produktionsnotizen
Mit Lady Hamilton begann Oswalds kurzlebige Phase der Monumental-, Kostüm- und Historienfilme. Gedreht wurde rund ein Drittel des Jahres 1921. Die Zensur belegte am 15. Oktober 1921 Lady Hamilton mit Jugendverbot. Die Uraufführung des sehr langen – sieben Akte auf 3673 Metern, das entspricht im Original über zwei Stunden – Films erfolgte am 20. Oktober 1921 in den Richard-Oswald-Lichtspielen.
Dem Film zugrunde lagen Heinrich Vollrath Schumachers Romane Liebe und Leben der Lady Hamilton und Lord Nelsons letzte Liebe. Die Filmbauten und Kostüme stammen von Paul Leni, Hans Dreier führte Lenis Architekturentwürfe aus. Karl Vass assistierte Chefkameramann Carl Hoffmann.

## Wissenswertes
Die überaus aufwendigen Dreharbeiten verursachten enorme Kosten, die bei diesem wie bei anderen deutschen Filmen der frühen 1920er Jahre besonders durch den inflationsbedingten Wertverlust der Reichsmark bedingt waren, und verschlangen rund 120 Drehtage. Zum Vergleich: Der Oswald-Film „Das Haus in der Dragonergasse“, unmittelbar vor Lady Hamilton hergestellt, wurde in gerade mal drei bis vier Tagen heruntergekurbelt.
Wie in Kay Wenigers Lexikon 'Es wird im Leben dir mehr genommen als gegeben …' angemerkt ist, war Lady Hamilton sowohl im In- als auch im Ausland ein gewaltiger Kassen- wenngleich auch kein Kritikererfolg. Der Film bedeutete den großen Durchbruch der bis dahin überwiegend in Österreich bekannten Liane Haid, die mit Lady Hamilton in Deutschland quasi über Nacht zum Filmstar avancierte.
Liane Haid sah diesen Durchbruch mit großer Dankbarkeit. Noch Jahrzehnte später blickte sie auf die ihr in Berlin zu Beginn der 1920er Jahre gebotenen Chancen zurück. In einem undatierten (wohl aus den 1960er Jahren stammenden) Schreiben heißt es unter anderem: „Deutschland -- dem meine ganze Liebe gehört. Welch Perspektiven rückblickend, traumhaft schöne Erinnerungen! Wenngleich in Wien geboren verdanke ich Deutschland meinen Aufstieg, als ich als blutjunges Ding zu „Lady Hamilton“, „Lukrezia Borgia“ mit Conrad Veidt, Werner Kraus nach Berlin berufen wurde.“
Dabei war Liane Haid mitnichten die erste Wahl für die Darstellung der Hamilton gewesen. Wie in Heinrich Fraenkels Unsterblicher Film zu lesen ist, hatte Oswald auf Fraenkels Nachfrage aus Hollywood dazu Folgendes mitgeteilt: „Er hatte für die Rolle der Lady Hamilton  eine sehr berühmte englische Schauspielerin vorgesehen und ließ sie nach Berlin kommen. Als er sie im Adlon aufsuchte, -- er hatte sie vorher nie gesehen --, empfing sie ihn in einem halbverdunkelten Zimmer, und die Probeaufnahmen des nächsten Tages bestätigten seine Befürchtung, dass die Dame zu alt sei, um Nelsons jugendliche Geliebte zu spielen. Er schickte sie mit einer beträchtlichen Abfindung nach London zurück, aber die in ihrem Stolz gekränkte Diva mobilisierte sofort ihre einflußreichen Freunde, um den noch ungeborenen Film in England unmöglich zu machen“.
Daraufhin, so Fraenkel weiter, habe Oswald händeringend nach Ersatz gesucht. Schließlich sei dem Regisseur der Name Liane Haid eingefallen, die sich gerade in Berlin aufgehalten habe. Am nächsten Morgen habe man um 7 Uhr in der Früh Liane Haid aus dem Bett ihrer Pension geklingelt und sie ohne Frühstück zur Kostümprobe geschleift. Zwei Stunden später stand sie fix und fertig geschminkt in ihrem Kostüm vor der Kamera für die erste Aufnahme.

## Kritiken
Starkritiker Herbert Jhering sah Oswalds Ausflug zum Kostüm-, Ausstattungs- und Monumentalfilm wie die meisten anderen seiner Kollegen jener aber auch späterer Jahre sehr kritisch. Er schrieb im Berliner Börsen-Courier bezüglich Oswald: „Ein Temperament, das auf Beobachtung des Typischen eingestellt ist, das den modernen Großstadtfilm schaffen könnte, wendet sich dem historischen Kostümfilm zu, wozu ihm die Voraussetzungen des Geschmackes und der Phantasie fehlen.“
Hans Wollenberg ging in der Lichtbild-Bühne intensiv auf die von ihm konstatierten Mängel ein: „Ein Werk, das sich das Signum „Millionen-Film“ beilegt, übernimmt Verpflichtungen: Verpflichtungen, nicht nur was die Herstellungskosten und den Exportgewinn, sondern was seine inneren Qualitäten betrifft, die den Kritiker allein angehen dürfen. Dieser Film hat Leben und Lieben einer Frau von ungewöhnlicher Schönheit und ungewöhnlichem Charakter als Vorwurf. Man muß ohne weiteres attestieren, daß die Schönheit vorhanden ist. Man glaubt dieser Liane Haidt ihre magnetische Wirkung auf alles Mannsvolk. Was dagegen nicht vorhanden ist, ist der Charakter, will sagen das Menschenbildnerische; diese Schönheit bleibt immer nur – Schönheit, wird nicht Mensch, Persönlichkeit, Individuum, dessen Fühlen man mitfühlt. Ob dies Schuld der Darstellerin, ob nicht vielmehr der Regie – wer kann es heute feststellen? Vielleicht wäre dieser Siebenakter dann (wenn nämlich die von Anfang bis zu Ende durch seine Szenen hindurchschreitende photographierte Person zur Persönlichkeit geformt wäre) ein einheitliches Ganzes, vielleicht wäre das Anorganisch-Episodische durch eine solche darstellerische Klammer zu einer dramatisch geschlossenen Einheit gebunden worden. So aber fehlt die dramatische Dynamik. Sieben Akte, aber kein – Filmdrama. […] Das Bildhafte dieses Films schafft eine Fülle reiner Genüsse, mögen es italienische Landschaften und Stadtbilder, mögen es Seestücke, Innenaufnahmen oder Atelierbauten sein. Paul Leni hat, das ist hier bewiesen, eine vollendete Reife als Schöpfer belebter Bilder erreicht. Juwelen blitzen auch im Darstellerischen auf; am prachtvollsten der Lord Nelson Conrad Veidts; er formt den verstümmelten Seehelden, den großen Mann und seine Liebe plastisch, erschütternd lebendig. Unmittelbar lebendig in seiner grotesken Vitalität auch Werner Krauß als Lord Hamilton. Schünzel als König von Neapel übertreibt die Komik vielleicht um ein paar Grade. Friedrich Kühne, Hugo Döblin und Ilka Grüning schaffen dagegen in kleineren Rollen ein paar schauspielerische Kabinettstücke, die in der Fülle der Gesichte nicht untergehen. Alles in allem: ein Werk, das man getrost als guten Film im Rahmen der deutschen Produktion bezeichnen kann und das vielleicht nur darum ein wenig enttäuscht, weil die schwungvolle Ankündigung als „Millionen-Film“ eben noch mehr zu verheißen schien.“
Oskar Kalbus’ Vom Werden deutscher Filmkunst befand: „Liane Haid aber hat uns die Lady Hamilton im Film gleichen Namens (1921) nicht glaubhaft machen können. Sie war sehr schön im Film, nur schön, aber kein Charakter, keine Persönlichkeit, kein Mensch. So fehlte dem ganzen Film die dramatische Dynamik, die der Maler Paul Leni durch herrliche Innenaufnahmen und Atelierbauten nicht ersetzen konnte. Dass der Regisseur Richard Oswald mit den geschichtlichen Tatsachen seiner Stoffe ganze Arbeit zu machen pflegte und sie rücksichtslos seinem Gestaltungswillen unterordnete, sie zusammenfaßte, umschichtete und änderte, erwies schon seine Lady Hamilton. Soweit dieses freie Schalten mit der Historie der Einheitlichkeit des Bildes zugute kommt, wird man es als dichterische Freiheit gelten lassen.“
In Heinrich Fraenkels Unsterblicher Film heißt es: „Historisch unzuverlässig, aber dennoch, und vielleicht gerade deshalb, ein guter Film war Lady Hamilton. Denn der Regisseur Richard Oswald hatte sich, eingedenk des Spruches, dass es so etwas wie eine „höhere Wahrheit“ gibt, mit souveräner Unbekümmertheit über Tatsachen hinweggesetzt, wie etwa Lord Nelsons kleine und untersetzte Figur. Für das Kinopublikum war es wichtiger, dass Conrad Veidt der Rolle seinen ganzen (obschon durchaus nicht Nelsonschen) Charme verlieh. Für Liane Haid war die Titelrolle der Auftakt einer großen Karriere“.